# Методиев, Эмиль
Димитар Димитров — болгарский самбист, серебряный призёр чемпионата Европы 1984 года, бронзовый призёр чемпионатов мира (1983, 1984), серебряный призёр соревнований «Дружба-84» по самбо. Выступал в полулёгкой весовой категории (до 57 кг). Работает тренером в спортивном обществе «Локомотив» (София). Был первым тренером известного самбиста и бойца смешанных единоборств Благоя Иванова.